# Carl Jacobson (skådespelare)
Carl "Calle" Jacobson, född 1 juli 1973, är en svensk skådespelare.
Jacobson gick Teaterhögskolan i Stockholm 1995–1999 och har sedan arbetat bland annat på Stockholms Stadsteater och Riksteatern. Han har också gjort mycket barnradio och TV för UR.

## Filmografi
- 1991 – Ingenjör Olssons grabb
- 1996 – Grattis det är måndag
- 1998 – Räls
- 2000 – Soldater i månsken
- 2004 – Linné och hans apostlar (TV-serie)
- 2011 – Arne Dahl: De största vatten (TV-serie)
- 2014 – Hallåhallå
- 2015 - 100 CODE (TV-serie)
- 2017 – Rebecka Martinsson (TV-serie)
- 2020 - Åreakuten (TV-serie)
- 2023 - Från Trakten (TV-serie)
- 2025 - Genombrottet (TV-serie)
- 2025 - The Swedish Connection

## Teater

### Roller (ej komplett)
| År   | Roll       | Produktion                          | Regi                  | Teater      |
| ---- | ---------- | ----------------------------------- | --------------------- | ----------- |
| 2016 | Mr Lindner | En druva i solen Lorraine Hansberry | Josette Bushell-Mingo | Riksteatern |